# Coulommiers
Coulommiers – miejscowość i gmina we Francji, w regionie Île-de-France, w departamencie Sekwana i Marna.
Według danych z 1990 gminę zamieszkiwało 13 087 osób, a gęstość zaludnienia wynosiła 1197 osób/km² (wśród 1287 gmin regionu Île-de-France Coulommiers plasuje się na 204. miejscu pod względem liczby ludności, natomiast pod względem powierzchni na miejscu 332.).